# Liga Srpska de Vojvodina
Liga serbia de Voivodina (en serbio: Српска лига Војводина) es una sección de la Srpska Liga, Serbia la tercera liga de fútbol. Equipos de Voivodina se encuentran en esta sección de la liga. Las otras secciones son Liga Serbia Oriental, Liga Serbia Occidental y la Liga Serbia de Belgrado. 

## Historia
En el grupo Voivodina, a partir de los años 60, el equipo de FK Novi Sad fue brillante hasta el cielo con los representantes Pirmayer, Lemić y Brzić. Que la primavera en Detelinara nuevos canarios firmado: Stojan Pilipović, Jovan Ninković y Zoran Milovac, las naciones que llevaban su equipo de menores de 21 's kit. En su tiempo Crvenka con Ratko Svilar a portería, jugó en la élite, y Bečej incluso fue en Europa.

## Campeones
| República Federal de Yugoslavia - 1991/92 - Novi Sad - 1992/93 - Čukarički - 1993/94 - Hajduk - 1994/95 - Železnik - 1995/96 - Solunac - 1996/97 - Mladost A - 1997/98 - ČSK Pivara - 1998/99 - Cement - 1999/00 - Mladost L - 2000/01 - Veternik - 2001/02 - Elan Serbia y Montenegro - 2002/03 - Proleter - 2003/04 - Spartak - 2004/05 - Glogonj - 2005/06 - Inđija Serbia - 2006/07 - Novi Sad - 2007/08 - FK Zlatibor Voda - 2008/09 - Proleter - 2009/10 - Big Bul - 2010/11 - Donji Srem - 2011/12 - Radnicki Nova Pazona - 2012/13 - Dolina - 2013/14 - Backa - 2014/15 - CSK Pivara - 2015/16 - Odzaci - 2016/17 - Bratstvo 1946 |

## Equipos de Voivodina Srpska Liga 10/11
- FK Cement Beočin
- FK ČSK Pivara
- FK Dolina Padina
- FK Donji Srem Pećinci
- FK Kikinda
- FK Mladost Apatin
- FK Mladost Bački Jarak
- FK Palić
- FK Radnički Nova Pazova
- FK Senta
- FK Sloboda Novi Kozarci
- FK Sloga Temerin
- FK Solunac Rastina
- FK Tekstilac Ites
- FK Veternik
- FK Vršac